# Sima Zhao

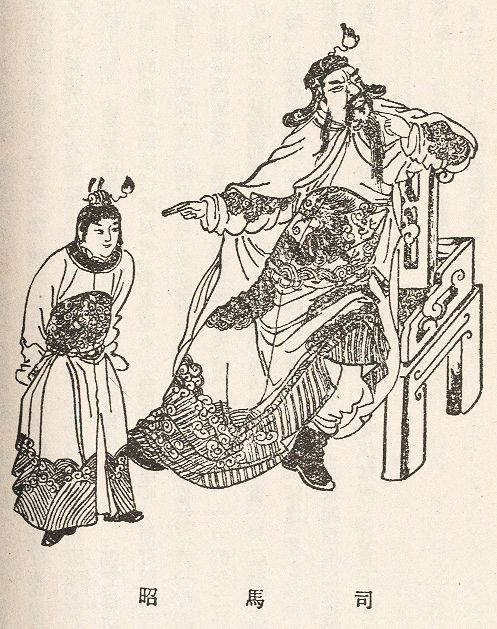
Sima Zhao (sitzend). Illustration einer Qing-Ausgabe der Geschichte der Drei Reiche.

Sima Zhao (chinesisch 司馬昭, Pinyin Sīmǎ Zhāo; * 211; † 265), Großjährigkeitsname Zishang (子上), war der Sohn von Sima Yi, dem Oberbefehlshaber und späteren Regenten der Wei-Dynastie zur Zeit der Drei Reiche im alten China.
Wie sein Vater und sein älterer Bruder Sima Shi kontrollierte er den Kaiser von Wei. Er tat den letzten Schritt vor der Absetzung des Kaisers: Er ließ sich zum Fürsten von Jin ernennen. Die Schwäche des Rivalenstaates Shu Han nützte er aus, griff ihn 263 an und zwang seinen inkompetenten Kaiser Liu Shan zur Abdankung. Durch diesen militärischen Erfolg konnte er es sich leisten, die Auflösung der Wei-Dynastie vorzubereiten, die sein Sohn Sima Yan nach seinem Tode ausführte. Er gründete die Jin-Dynastie und ernannte seinen Vater postum zum Kaiser Wen von Jin (晉文帝) mit dem Tempelnamen Taizu (太祖).
Ein chinesisches Sprichwort sagt: „Sogar der gemeinste Bürger kennt Sima Zhaos Herz.“ (司馬昭之心路人皆知,  Sīmǎ Zhāo zhī xīn lùrén jiē zhī). Es lässt sich ungefähr mit der Metapher des offenen Geheimnisses wiedergeben und stammt vom Kaiser Cao Mao.

## Karriere bis 255
Sima Zhao wurde 211 als zweiter Sohn Sima Yis und seiner Gemahlin Zhang Chunhua (張春華) geboren. Da sein Vater einer der wichtigsten Hofbeamten war, gelang auch Sima Zhao ein rascher Aufstieg. Nachdem sein Vater den aufrührerischen Gouverneur Gongsun Yuan 238 geschlagen hatte, wurde auch Sima Zhao belohnt und zum Marquis erhoben.
Sima Zhaos Gemahlin war Wang Yuanji, die ihm seine Söhne Sima Yan, Sima You, Sima Zhao (司馬兆), Sima Dingguo (司馬定國) und Sima Guangde (司馬廣德) sowie die Tochter Sima Jingzhao gebar. Sima You wurde später von seinem Onkel Sima Shi adoptiert, und seine jüngeren Brüder starben im Kindesalter. Sie erhielten nach Errichtung der Jin-Dynastie postume Prinzentitel. Sima Zhao hatte vier weitere Söhne: Sima Jian (司馬鑒; † 297) und Sima Ji (司馬機), Sima Yongzuo (司馬永祚) und Sima Yanzuo (司馬延祚), die 265 zu Prinzen ernannt wurden – bis auf den zweitjüngsten, der im Kindesalter starb.
Sima Zhaos Verstrickung in die Verschwörung seines Vaters gegen den Regenten Cao Shuang im Jahre 249 ist unklar. Dem Jin Shu zufolge war nur sein Bruder Sima Shi in die Pläne eingeweiht. Der Historiker Sima Guang findet es merkwürdig, dass Sima Yi seinen zweiten Sohn ausschloss, und gibt in seinem Werk Zizhi Tongjian der Meinung Ausdruck, dass Sima Yi beide eingeweiht habe. Jedenfalls gelang der Plan, und die Sima-Familie übernahm die Macht in der Regierung. Als Sima Yi den Aufstand des Generals Wang Ling (王淩) 251 erstickte, der Cao Biao zum Kaiser machen wollte, diente Sima Zhao als stellvertretender Kommandant. In den folgenden Jahren musste Sima Zhao eine Reihe von Angriffen des Shu-Oberbefehlshabers Jiang Wei abwehren.
Als sich Sima Zhao 254 in der Hauptstadt Luoyang aufhielt, rieten einige Berater dem Kaiser Cao Fang, Sima Zhao zu töten und mit seinen Truppen Sima Shi zu stürzen. Der Kaiser lehnte diesen Plan zwar ab, aber Sima Shi erfuhr davon und setzte ihn ab. Auf Anraten der Kaiserinmutter Guo erklärte er Cao Mao zum Nachfolger und erhob ihn zum Kaiser. Die Generäle Wuqiu Jian und Wen Qin (文欽) empörten sich darüber und begannen 255 einen Aufstand, den Sima Shi jedoch erstickte. Allerdings fiel er auf dem Feldzug einem Augenleiden zum Opfer und starb bald darauf. Zu dieser Zeit hielt sich Sima Zhao in Xuchang (許昌, im heutigen Xuchang, Henan) auf. Kaiser Cao Mao machte Anstalten, die Macht an sich zu reißen. Er befahl Sima Zhao in einem Edikt, die letzten Aufstandszellen im Land zu vernichten, und Sima Shis Assistenten Fu Gu (傅嘏) mit der Hauptstreitmacht nach Luoyang zurückzuschicken. Auf Anraten Zhong Huis und Fu Gus jedoch kehrte Sima Zhao gegen das Edikt nach Luoyang zurück und behielt von nun an den Kaiser und die Kaiserinmutter Guo wohl im Auge.

## Als Regent

### Befestigung der Macht
In den ersten Jahren seiner Regentschaft war Sima Zhao auf die Sicherung seiner Macht bedacht, weshalb er die Macht des Kaisers und der Kaiserinmutter immer mehr einschränkte. Er bereitete auch schon die Machtübernahme vor. So zwang er den Kaiser 256, ihm das Privileg zu gewähren, das kaiserliche Gewand, die Kaiserkrone und die kaiserlichen Stiefel zu tragen. Ferner schickte er Vertraute aus, um die Gesinnung der Generäle im Reich zu prüfen. 257 schickte er Jia Chong zu Zhuge Dan, der sich der kaiserlichen Familie gegenüber treu erklärte. Sima Zhao berief ihn deswegen in die Hauptstadt, angeblich um ihn zu befördern. Zhuge Dan witterte eine Falle und begann einen Aufstand. Beim Nachbarreich Wu ersuchte er um Beistand. Sima Zhao marschierte eilig auf Zhuge Dans Festung Shouchun (壽春, im heutigen Lu’an, Anhui) zu und umzingelte die Stadt. Im nächsten Jahr hatte er sie erobert und Zhuge Dan mitsamt seiner Familie hingerichtet. Daraufhin wagte kein General im Reich mehr, sich gegen Sima Zhao zu stellen. Noch im selben Jahr zwang er der Kaiser, ihm die Neun Ehrenzeichen anzubieten, ein Zeichen der bevorstehenden Usurpation. Aus Machtkalkül lehnte er sie dann öffentlich ab.

### Sturz Cao Maos
Im Jahr 260 zwang Sima Zhao den Kaiser erneut, ihm die Neun Ehrenzeichen anzubieten, und lehnte erneut öffentlich ab. Der Kaiser war erzürnt und verschwor sich mit seinen Vertrauten Wang Chen (chinesisch 王沈), Wang Jing (王經) und Wang Ye (王業). Er sagte ihnen, dass er auch angesichts der geringen Erfolgsaussichten gegen Sima Zhao zu handeln gedenke. Mit den Palastwachen, und seinen Dienern, die er bewaffnet hatte – auch er selbst trug ein Schwert – zog er zu Sima Zhaos Anwesen. Sima Zhaos Bruder Sima Zhou stellte sich ihnen mit einigen Männern entgegen, floh aber angesichts des verzweifelt entschlossenen Kaisers. Jia Chong griff schließlich ein und bekämpfte Cao Maos Truppe. Weil der Kaiser aber selbst kämpfte, getraute sich niemand, es mit ihm aufzunehmen. Schließlich fragte der Offizier Cheng Ji (成濟) Jia Chong, was zu tun sei. Als Antwort erhielt er, die Macht der Sima-Familie zu verteidigen. Also nahm er einen Speer und tötete den Kaiser.
Nach Cao Maos Tod forderte das Volk, Jia Chong hinzurichten, aber Sima Zhao zwang die Kaiserinmutter Guo, Cao Mao postum zum gemeinen Bürger zu degradieren; entsprechend sollte er auch bestattet werden. Auf Sima Fus Bitte jedoch ernannte Sima Zhao ihn zum Fürsten und ließ ihn mit den Ehren eines Prinzen bestatten. Dann berief er Cao Huang (der später Cao Huan hieß), den Enkel von Cao Cao, an den Hof, und erklärte ihn zum Kaiser. Die Macht der Kaiserinmutter Guo war damit gebrochen. 19 Tage später klagte Sima Zhao den Offizier Cheng Ji und seine Brüder des Verrats an und ließ sie mitsamt ihren Familien hinrichten, wobei er Jia Chong verschonte. Von nun an wagte niemand mehr, sich gegen Sima Zhao zu stellen, und der Regent hielt praktisch die unumschränkte Macht in den Händen.

### Eroberung von Shu Han
Nach der fünften Expedition des Shu-Oberbefehlshabers Jiang Wei im Jahre 262 wurde Sima Zhao die ständige Bedrohung aus dem Süden lästig. Er erwog, Jiang Wei ermorden zu lassen, aber die Generäle Zhong Hui und Xun Xu (荀勗) rieten ihm, stattdessen Shu Han ein für alle Mal zu vernichten. Sie argumentierten, dass Jiang Weis Armee nach den erfolglosen Feldzügen ausgelaugt und ein leichtes Ziel sei. Sima Zhao fand diesen Gedanken gut, und er machte Zhong Hui und Deng Ai zu den befehlshabenden Offizieren der Kampagne, obwohl Deng Ai anfangs Bedenken hatte. Im Frühjahr 263 zogen sie aus.
Die Wei-Armee stieß auf geringen Widerstand, denn die Strategie der Shu-Armee war es, sie ins Land zu locken und dann über sie herzufallen. Dieser Plan ging jedoch nach hinten los, weil die Wei-Truppen, viel schneller als erwartet, an den Grenzstädten vorbei zum strategisch wichtigen Yang’an-Pass (陽安關, im heutigen Hanzhong, Shaanxi) vorrückten und ihn besetzten. Jiang Wei war zwar in der Lage, seine Truppen zu sammeln und einen weiteren Vormarsch der Wei-Armee zu verhindern, aber Deng Ai führte seine Truppen über tückische Bergpfade nach Jiangyou (江油, im heutigen Mianyang, Sichuan), besiegte den Shu-General Zhuge Zhan und begab sich zur Hauptstadt Chengdu. Liu Shan fürchtete, dass Jiang Wei nicht mehr rechtzeitig zur Verteidigung der Stadt eintreffen würde, und ergab sich Deng Ai. In der Wei-Hauptstadt Luoyang hatte Sima Zhao sich inzwischen vom Kaiser den Titel Fürst von Jin verleihen lassen und die Neun Ehrenzeichen angenommen.
Nach Shu Hans Zerstörung kam es 264 ein letztes Mal zu Unruhen. Deng Ai war über seinen Erfolgen überheblich geworden, was sich auch in seiner Korrespondenz mit Sima Zhao niederschlug. Zhong Hui nährte Sima Zhaos Verdacht, indem er ihm gefälschte Briefe zukommen ließ. Sima Zhao befahl schließlich, Deng Ai festzunehmen, und Zhong Hui tötete den General und übernahm seine Truppen. Nachdem er den Aufstand erklärt hatte, wurde er jedoch von seinen Truppen verraten und getötet.

### Tod
Nach Zhong Huis Ende ließ sich Sima Zhao zum Prinzen von Jin befördern und gestaltete die Gesetze und die Zivilverwaltung nach seinen Vorstellungen, um die Usurpation vorzubereiten. Um die geplante Machtübernahme nicht zu gefährden, schloss er mit dem Reich Wu Frieden.
Im Jahr 264 entschied Sima Zhao auch die Frage seines Nachfolgers. Seinen begabten Sohn Sima You hielt er für geeignet. Dieser war zudem von seinem Onkel Sima Shi adoptiert worden, und mit seiner Wahl hätte Sima Zhao die Leistungen und das Erbe seines Bruders geehrt. Die Mehrheit seiner Berater empfahlen ihm jedoch, sich für seinen Erstgeborenen Sima Yan zu entscheiden. Also designierte Sima Zhao ihn zu seinem Erben.
Im Herbst 265 starb Sima Zhao, ohne vorher den Kaisertitel an sich gerissen zu haben. Er wurde dennoch mit kaiserlichen Ehren bestattet. Vier Monate später zwang Sima Yan den Wei-Kaiser Cao Huan, zu seinen Gunsten abzudanken. Er begründete die Jin-Dynastie und wurde als Kaiser Wu ihr erster Herrscher. Seinem Vater verlieh er postum den Titel Kaiser Wen von Jin.